# シコルスキー S-67
シコルスキー S-67 ブラックホーク
飛行中のS-67（1972年）
- 用途：攻撃ヘリコプター
- 製造者：シコルスキー・エアクラフト
- 初飛行：1970年8月20日
- 生産数：1機
- 運用状況：試作のみ

シコルスキー S-67 ブラックホーク（Sikorsky S-67 Blackhawk）は、アメリカ合衆国のシコルスキー・エアクラフト社の研究開発基金で自主開発された試作攻撃ヘリコプターである。

## 概要
シコルスキー S-61の動力系統周りと回転翼を流用したタンデム複座の機体で、各種兵装を搭載した攻撃ヘリコプターであるとともに、完全武装の兵員8名を戦場に輸送できる輸送ヘリコプターとしても設計されており、これは、同時期に開発されたソビエトのMi-24 ハインドと同様の設計思想である。
試作機の性能は優秀で、回転翼航空機として2つの速度世界記録を樹立したが、航空ショーでのデモンストレーション飛行中に墜落炎上する事故を発生させてテストパイロットが死亡、試作機は全損し計画中止となった。
なお、後にアメリカ陸軍が採用したシコルスキー UH-60にも「ブラックホーク」の愛称があるが、S-67が「Blackhawk」であるのに対し、UH-60は「Black Hawk」である。

## 設計と開発

### AAFSSとS-66案
アメリカ陸軍は1964年8月1日に新型航空火力支援システム（Advanced Aerial Fire Support System：AAFSS）計画の提案要求（Request For Proposals：RFP）を発行した。ロッキード社は無関節型ローターを採用した複合ヘリコプターのCL-840設計案を提出し、シコルスキー社はテールローターが高速になると90°回転して推進式プロペラとなる「ロータープロップ」（Rotorprop）を備えるS-66案を提出した。S-66は短い固定翼を備え、出力3,400 shp (2,500 kW)のライカミング T55を搭載しており、速度200ノット (370 km/h)と短時間であれば250ノット (460 km/h)を発揮するように設計されている。
1965年2月19日に陸軍はロッキード社とシコルスキー社と更なる研究開発の契約を結び、11月3日にAAFSS計画にロッキード社案を選定したと発表した。陸軍は、ロッキード社案の方が安価で早期の実現性があり、シコルスキー社案のロータープロップ方式よりも技術的リスクが小さいと判断した。

### S-67の開発
AAFSS計画の進捗が遅れると、シコルスキー社は当初シコルスキー S-61の武装型を提案したが、計画に更なる遅れが生じると1970年に「S-67 ブラックホーク」と命名した中型の高速攻撃ヘリコプターを開発した。S-67の開発作業は1969年11月に、製作は翌1970年2月に始まり、同年8月20日に初飛行を行った。
S-67のメインローターとテールローターは5枚ブレードで、メインローターはS-61からの流用であったが、ハブフェアリングと後退角を持つブレード先端を持ち、メインローターにはコレクティブピッチの応答性の向上と作動範囲の増加を図った特製の「アルファ1」（alpha-1）リンク機構を備えるように改良されている。20°の後退角を持つメインローターブレードの先端は、先端マッハ数が高い場合に先端の旋回軌跡での変位を生じさせる（Sub-Multiple Oscillating Track：SMOT）と呼ばれる現象を克服することに貢献している。これらの技術により、S-67は高い最高速度と巡航速度での飛行が可能であった。高速域での抗力減少のために主車輪は完全に小翼内のスポンソンに引き込まれ、減速と機動性向上のために小翼後縁にスピードブレーキを備えている。
S-67はムービングマップ・ディスプレイ、ハンズオン無線周波数選択装置（hands-on-collective radio tune control）、暗視装置を備えている。武装は、30mm機関砲を搭載した戦術兵装ターレット（TAT-140）と16発のBGM-71 TOW対戦車ミサイル、2.75インチ（70mm）ロケット弾またはAIM-9 サイドワインダー空対空ミサイルを搭載することができる。エンジンは、2基のゼネラル・エレクトリック T58-GE5 ターボシャフトエンジンを搭載している。

## 運用の歴史

### 評価と記録
ベル 309 キングコブラとともにS-67 ブラックホークは、1972年にアメリカ陸軍による一連の評価飛行テストに供された。両機ともにAH-56 シャイアンの代替機には選定されず、その代わりに、陸軍は数年後にAH-64 アパッチとなる新たな発展型攻撃ヘリコプター計画を策定することに決めた。
S-67は販売促進ツアーの間にロール、スプリットS、ループといった一連の飛行機動を行ってみせ、その大きさと速度とは裏腹に非常に扱い易く敏捷であるとの評判を得た。
シコルスキー社のテストパイロットであるカート・キャノン（Kurt Cannon）とバイロン・グラハム（Byron Graham）の搭乗したS-67は、1970年12月14日に3 km (1.9 mi)のコースを348.97 km/h (217 mph)で、19日には15 - 25 km (9.3 - 16 mi)のコースを355.48 km/h (221 mph)で飛行してE-1クラスで2つの速度世界記録を樹立した。これらの記録は以後8年間更新されなかった。
シコルスキー社内の研究開発の一環として、1974年に元々の通常形式のテールローターの代わりにダクテッドファンがS-67に取り付けられた。ダクテッドファンを備えた機体は、通常形式のテールローターとの比較のために29飛行時間に渡りテストが行われ、テスト降下中に230 mph (370 km/h)の速度に達した。1974年8月に元のテールローターと垂直尾翼を持つ機体構成に戻された。

### 墜落とその後
S-67の唯一の試作機は、1974年9月にファーンボロー国際航空ショーで低高度の飛行機動を行っている最中に墜落した。低高度でのロール機動の最中に水平以下に機首が下がったことで一瞬にして機動飛行を安全に行う許容高度以下に降下した。機体は水平状態で地面に激突し、即座に炎上した。シコルスキー社のテストパイロットであるスチュー・クレイグ（Stu Craig）は衝撃で死亡し、同カート・キャノンは負傷が原因で9日後に死亡した。この事故後にS-67の開発は中止された。

## 要目
- 乗員：2名
- 搭乗人数：兵員8名まで[要出典]
- 搭載量：3,600kg（8,000lb）
- 全長：22.6m（74ft 2in）
- 全高：4.57m（15ft）
- 胴体長：19.5m（64 ft 1in）
- 胴体高：4.95m（16 ft 3in）
- 小翼幅：8.33m（16 ft 3in）
- 主ローター直径：18.9m（27ft 4in）
- 翼型：NACA 0012 Mod
- 空虚重量：5,681kg（12,525lb）
- エンジン：ゼネラル・エレクトリック T58-GE-5 ターボシャフトエンジン 1,500shp（1,100kW）×2
- 最高速度：311km/h（193mph）
- 超過禁止速度：370km/h（230mph）※ダクテットファン使用での降下時
- 航続距離：354km（220mi）
- 巡航高度：5,180m（20,000ft）

出典：Illustrated Encyclopedia of Helicopters Attack Helicopter Evaluation

## 参照
脚注
1. 1 2 3 4  Office of the Assistant Vice Chief of Staff of the Army (OAVCSA). An Abridged History of the Army Attack Helicopter Program, pp. 4–5, 9. Washington, DC: Department of the Army. 1973.
2. ↑  Landis and Jenkins 2000, pp. 25, 85–87.
3. 1 2 3 4 5 6 7  Apostolo 1984, p. 89.
4. ↑  Landis and Jenkins 2000, p. 21.
5. 1 2  Leoni, Ray. Black Hawk: The Story of a World Class Helicopter, p. 70. American Institute of Aeronautics and Astronautics, 2007. ISBN 978-1-56347-918-2.
6. ↑  Yamakawa, et al. 1972, p. 1.
7. ↑  US Patent: Blade for High Speed Helicopter
8. ↑  Yamakawa, et al. 1972, p. 49.
9. 1 2  Donald 1998. p. 845.
10. ↑  Verier, Mike. Bell AH-1 Cobra, p. 138. Osprey Publishing, 1990. ISBN 0-85045-934-6.
11. ↑  “Speed over a straight 3 km course at restricted altitude :  km/h”.   Fédération Aéronautique Internationale. 2007年8月5日閲覧。
12. ↑  “Speed over a straight 15/25 km course : 355.48 km/h”.   Fédération Aéronautique Internationale. 2007年8月5日閲覧。
13. ↑  Cocke, Karl E. Department of the Army Historical Summary: FY 1974, Chapter XI. U.S. Army Center of Military History, 1978.
14. ↑  Great Britain 1976.
15. ↑  Yamakawa, et al. 1972, pp. 49–51

出典
- Derived from text at Historic U.S. Army Helicopters - Modern era helicopters
- Apostolo, Giorgio. The Illustrated Encyclopedia of Helicopters. New York: Bonanza Books. 1984. ISBN 9780517439357.
- Donald, David. "Sikorsky S-67, S-69 and S-72".The Complete Encyclopedia of World Aircraft. New York: Barnes & Noble Books, 1998. ISBN 9780760705926.
- Great Britain. Sikorsky S-67 Blackhawk N671SA: Report on the Accident at Farnborough, Hampshire, England on 1 September 1974. Aircraft accident report, 1/76. London: H.M.S.O., 1976. ISBN 0115114335.
- Landis, Tony and Dennis R. Jenkins. Lockheed AH-56A Cheyenne. Warbird tech series, v. 27. North Branch, MN: Specialty Press Publishers and Wholesalers, 2000. ISBN 1580070272.
- Yamakawa, George M., Albert L. Winn, Raymon B. Smith, Roy J. Anderson, Jr., and Warren E. Griffith, II. Attack Helicopter Evaluation, Blackhawk S-67 Helicopter. Ft. Belvoir: Defense Technical Information Center, July 1972. Retrieved on 22 December 2010.